# أنس آيت العبدية
أنس آيت العبدية هو دراج مغربي من مواليد 21 مارس 1993. وهو عضو في فريق العالم جولة الإمارات أبوظبي منذ عام 2017.

## روابط خارجية
- أنس آيت العبدية على موقع الاتحاد الدولي للدراجات (الإنجليزية)
- أنس آيت العبدية على موقع أرشيف الدراجات (الإنجليزية)
- أنس آيت العبدية على موقع إحصائيات الدراجات الإحترافية (الإنجليزية)
- أنس آيت العبدية على موقع نسبة الدراجات (الإنجليزية)
- أنس آيت العبدية على موقع أوليمبيديا (الإنجليزية)